# Сурков, Пётр Ильич
Пётр Ильич Сурков (1876—1946) — ткач, член Государственной думы III созыва от Костромской губернии, большевик вплоть до конца 1917 года (вышел из партии).

## Биография
Родился в крестьянской семье деревне Кутилово (ныне Родниковского района Ивановской области). Окончил начальную земскую школу. С 13 лет начал работать на фабрике «Товарищества мануфактуры А. Красильщикова с сыновьями в с. Родники» сначала как ткацкий подмастерье, позднее стал ткачом. Член большевистской фракции РСДРП. В 1905—1907 годах Сурков был секретарем профсоюза на фабрике Красильщиковых. В его доме в деревне Кутилово была конспиративная квартира социал-демократов, в ней не раз на коспиративных собраниях бывал М. В. Фрунзе.
На выборах в Государственную думу I созыва был выборщиком от крестьян, а II созыва — выборщиком от рабочих. Стал популярным рабочим лидером среди текстильщиков Вичуги, Кинешмы, Костромы. В период выборов в III-ю Думу числился земледельцем, имея надел 3 дестятины земли, и был женат.

### В Государственной Думе
14 октября 1907 года был избран в Государственную думу III созыва от съезда уполномоченных от рабочих Костромской губернии. Вошёл в состав социал-демократической фракции. Состоял членом думской комиссии по народному образованию и комиссии об упразднении пастбищных и лесных сервитутов в западных и белорусских губерниях.
28 декабря 1907 года новоизбранный депутат созвал митинг рабочих в селе Середа Нерехтинского уезда Костромской губернии. О чём костромским губернатором было направлено донесение в Министерство внутренних дел.
Сделал с думской трибуны заявление о поддержке социал-демократической фракцией законопроекта «О приобретении в государственную собственность коллекции египетских и восточных древностей С. С. Голенищева».

При обсуждении в Государственной думе в 1908 г. вопроса о церковно-приходских школах П. И. Сурков поставил под сомнения, что духовенство может быть учителями народа. Обращаясь к духовенству, он сказал: 
Вы не можете быть учителями народа, в ваших же специальных духовных заведениях дети задыхаются, а можете ли вы учить наших детей? Можете ли быть руководителями нашей школы? Нам такая школа не нужна, нам не нужна эта духобойня.
Сурков заявлял, что художественные ценности должны быть доступны для широких народных масс.

14 апреля 1909 года при обсуждении сметы ведомства православных исповеданий Сурков резко осудил политику Синода и от имени социал-демократической фракции отверг предложение о предоставлении кредита «кровным врагам народа». Сурков говорил: 
Смиренные голуби святейшего Синода и им подведомственные отцы, иереи, монахи и все прочие, как-то: Илиодоры, Восторговы, Айвазовы, Антонины, Гермогены, Серафимы — им же имя легион, освятили и своим словом и своим молчанием намыленную веревку, расстрелы, плахи, виселицы, палачей.
 Отчёт об этом заседании Думы был опубликован в газете «Новое время». Д. П. Маковицкий писал, что речь Суркова очень понравилась Льву Николаевичу Толстому. Прочтя его выступление о монастырях, Толстой сказал: «Сильно!». Высоко оценил эту речь и В. И. Ленин, её разбору была посвящена статья вождя большевиков «Об отношении Рабочей партии к религии», опубликованная в газете «Пролетарий» в мае 1909. В свойственной ему манере Ленин повторяет дважды: «речь его <Суркова> была превосходна, и распространение ее всеми партийными организациями есть прямая обязанность нашей партии» и, заканчивая статью, снова — «В общем и целом, повторяем, речь тов. Суркова превосходна и должна быть распространяема всеми организациями». Через месяц Ленин в статье «Классы и партии в их отношении к религии и церкви», опубликованной в газете «Социал-демократ» (№ 6 за 4 (17) июня 1909) вновь обратился к выступлению Суркова: «Представитель рабочей партии и рабочего класса, с.-д. Сурков, один из всей Думы поднял прения на действительно принципиальную высоту и сказал без обиняков, как относится к церкви и религии пролетариат, как должна относиться к ней вся последовательная и жизнеспособная демократия».
В сентябре 1910 года Сурков участвовал в селе Богоявленье (Владычном) под Кинешмой в совещании социал-демократических организаций Владимирской, Костромской и Ярославской губерний. В ночь на 26 сентября 1910 арестован вместе со всеми участниками совещания.
10 июля 1911 года депутат Сурков прибыл в село Яковлевское, где проходила забастовка ткачей. Начальник Костромского губернского жандармского управления Бабушкин доносил в департамент полиции:
Производившиеся и проводящиеся за последнее время в пределах губернии обыски и аресты членов социал-демократической партии обращают внимание Суркова, и он немедленно является на места действия, производит свою расценку положения дела и обещает ходатайствовать за привлекаемых к ответственности.
Не преминул, конечно, Сурков явиться в с Яковлевское, где в настоящее время происходит забастовка рабочих трех местных фабрик. Как эту забастовку, так и вообще все забастовки, проводящиеся в теперешнее время, он признает чисто экономическими, но высказывает, что они вместе с тем являются пробами рабочих сил...
Тогда же П. И. Сурков организовал собрание рабочих в чайной, где рассказывал им о работе социал-демократической фракции в III Думе, о других забастовках в России и Костромской губернии, призвал рабочих держаться твёрдо и добиваться полного удовлетворения всех своих требований. Неожиданно Сурков узнал среди собравшихся рабочих филёра, известного ему по Кинешемской конференции. Он объявил, что этот человек филер и, что по его доносам сидит в тюрьмах не один десяток революционеров. Сурков смог удержать рабочих от расправы, и филёр остался жив, а рабочие не подвергли себя опасности уголовного преследования
Все думские каникулы проводил на родине, отчитывался перед рабочими в своей деятельности. В форме бесед и нелегальных собраний вёл пропаганду среди крестьян деревень Игнатово, Мелечкино, Борщево, Кутилово и Парское Родниковской волости и рабочих с. Родники. Часть средств депутатского вознаграждения передавал на нужды безработных. Было принято решение, что ежемесячно депутаты передают 15 рублей на партийные нужды, Сурков вместе с членом Думы Н. Г. Полетаевым добровольно жертвовали большую часть депутатского жалования в фонд фракции для помощи находящимся в тюрьмах, ссылках и на нелегальном положении, не имеющим постоянного дохода. Оставшиеся средства тратил на приобретение книг.
Печатался в легальной большевистской газете «Звезда». Принимал участие в работе Костромского общества образования.
После окончания депутатских полномочий в 1912 году остался в Петербурге. После ноября 1917 вышел из партии. Причины выхода из партии в доступных источниках не указаны. Вернулся из Петрограда в родное село не позднее конца 1918.

### Дело об изъятии библиотеки
За время работы в Думе Суркову удалось собрать прекрасную библиотеку более 5 тысяч томов. После возвращения Суркова из Петрограда в Кутилово книги были сложены в горнице и в кладовке его деревенского дома. Председатель Родниковского исполкома Балахнин обратился к председателю местного Черезвычайкома Т. Н. Столбову с предложением изъять библиотеку бывшего большевика и депутата.
В Кутилово был направлен секретарь Родниковской ЧК А. Н. Прокофьев в тремя красноармейцами. Но Сурков воспротивился реквизиции, и Прокофьев лишь опечатал горницу и кладовку с книгами. Когда на следующий день в Кутилово приехал главный родниковский чекист Т. Н. Столбов, выяснилось, что Пётр Ильич уехал добиваться правды в Москву. Не дожидаясь хозяина, Столбов изъял всю библиотеку и вывез её в Родники в помещение Чрезвычайкома.
26 декабря 1918 года в Родниковские и исполком, и ЧеКа пришли гневные телеграммы от самого председателя Совнаркома В. И. Ленина.
Немедленно распечатайте кладовку и горницу Петра Ильича Суркова в деревне Кутилово. Сообщите имена произведших запечатание и объяснение их действий, почему реквизируют книги. Телеграфируйте исполнение.
Положение было сложное, так как книги были уже реквизированы. В ответ Ленину, в частности, телеграфировали:
Рядом с нуждою на книги лежит в амбаре Суркова никем не используемая библиотека, не читаемая им самим, так как книги не разрезаны. Такие труды, как «Политическая экономия», «История России» должны быть в общественном пользовании, но не лежать в амбаре без употребления.
Полностью текст телеграммы не опубликован, председатель Родниковской ЧК Столбов, изъявший библиотеку, вспоминал, что Ленину ответили: «Голод у нас на книги не меньше, чем хлебный». Тогда же Столбов написал письмо Ленину с объяснениями своих действий. Было решено, что с письмом и пачкой заявлений местных жителей «с требованиям о реквизиции библиотеки Суркова» в Москву поедет молодой чекист, москвич по рождению Прокофьев.
В это время приходит вторая телеграмма Ленина:
Пришлите почтой постановления ваши насчет библиотек. Сурков согласен отдать свою в местную рабочую читальню, и мне это кажется справедливым. Предсовнаркома Ленин.
После визита в Кремль А. Н. Прокофьева дело приняло иной оборот. Ленин направляет чекиста из Родников в библиотечный отдел Наркомпроса с таким письмом:
Прошу принять подателя, товарища Прокофьева. Его просьба реквизировать библиотеку Суркова для района в 40000 человек, по-моему, правильна; может быть, известное право пользования оставить за Сурковым? Прошу послать мне копию вашего постановления по этому вопросу, а равно прошу помочь товарищам из Родников в расширении их библиотеки. Нельзя ли послать им одну из реквизированных помещичьих библиотек? И об этом прошу известить меня. Пред. СНК Владимир Ульянов (Ленин)
Петру Ильичу оставили меньше 500 томов, то есть меньше одной десятой библиотеки, но, правда, по его собственному выбору.

### Последующая судьба
В 1924 году былые выступления Суркова с думской трибуны всё ещё востребованы. Емельян Ярославский в книге «Мысли Ленина о религии» подробно разбирает речь Суркова от 14 апреля 1909, называя её «замечательной», и приводит из неё обширные цитаты.
В конце 1920-х годов П. И. Сурков переехал в Москву. Какое-то время работал в Рабоче-крестьянской инспекции, позднее — на Электроламповом заводе и заводе «Динамо», служил на Московском монетном дворе.
В 1946 году скончался в городе Балашиха, где и похоронен.

## Семья
- Жена — ?
  - Дочь[16] — ?

## Память
На одном из домов в деревне Кутилово в советское время была помещена мемориальная доска: 
Дом бывшего депутата III Государственной думы Петра Ильича Суркова, в котором в 1905 году находилась конспиративная квартира членов Российской социально-демократической партии.
 Сохранилась ли доска сейчас — неизвестно.

### Рекомендуемые источники
- Балдин К. Е. Рабочие депутаты III Государственной думы С. А. Воронин и П. И. Сурков // Уч. Зап. Иванов. Ун-та, 1974. Т. 129.
- Бочков В. Н. Речь: исторический рассказ // Северная правда. — 1981. — 6 ноября.
- Варшавский С., Реет Б. Слово берет Петр Сурков. (О борьбе большевиков за доступность искусства для народа в годы столыпинской реакции. Отрывок из книги «Рядом с Зимним (Эрмитаж перед Октябрем)». [Подгот. к печати]. // Ленинградская правда, 23 августа 1967
- Очерки по истории Ивановской организации КПСС. Иванов 1963 С. 264.
- Революционеры текстильного края. Ярославль, 1980 С. 254—255.

### Архивы
- Государственный архив новейшей истории Костромской области, Фонд 383. Опись 1. Дело 15. Лист 2; Опись 3. Дело 4. Лист 4, 18;
- Российский государственный исторический архив. Фонд 1278. Опись 9 Дело 325; Дело 768.